# Comunitat índia Cher-Ae Heights
La Comunitat índia Cher-Ae Heights de la ranxeria Trinidad és una tribu reconeguda federalment formada per chetco, hupa, karuks, tolowa, wiyots, i yuroks al comtat de Humboldt (Califòrnia).

## Govern
La comunitat índia Cher-Ae Heights té la seu a Trinidad (Califòrnia). En 1961 la tribu es va organitzar sota els Articles d'Associació. En juny de 2008 van ratificar una nova constitució que substituí els Articles d'Associació. La tribu és governada per un consell comunitari de 5 persones elegides democràticament. El cap tribal és Garth Sundberg.

## Reserva
La ranxeria Trinidad (41° 03′ 15″ N, 124° 07′ 49″ O / 41.05417°N,124.13028°O) és una ranxeria reconeguda federalment que ocupa tres parcel·les de terra amb una àrea total de 80 acres al comtat de Humboldt. Fou establida en 1906 per a allotjar amerindis de Califòrnia locals sense llar. Uns 60 acres addicionals de terra foren adquirits en 1908. Les terres de la tribu es troben en territori ancestral yurok.
El Centre de Salut Tsurai serveix als residents de la ranxeria. S'ha plantejat problemes de salut per la dioxina utilitzada per Servei Forestal dels Estats Units i les companyies fusteres per retardar el creixement dels arbres de fulla caduca a les zones boscoses locals.

## Desenvolupament econòmic
La comunitat índia Cher-Ae Heights posseeix i gestiona Cher-Ae Heights Casino, Sunrise Deli, Seascape Restaurant, Sunset Restaurant, Firewater Lounger, totes elles situades a Trinidad.

## Cultura
Les tribus de la Comunitat índia Cher-Ae Heights són particularment conegudes per la seva cistelleria. La tribu ofereix classes de teixit de cistella que s'ensenyen en yurok. Havien viscut com a caçadors-recol·lectors i pescadors als boscos de sequoies costaneres durant mil·lennis. Els aliments bàsics han estat el salmó, cloïsses, musclos, peixos de mar, cérvols, ants, i la caça menor, així com fruites del bosc i glans de roure torrat.